# Luis Ministro Moyano
Luis Ministro Moyano (né le 24 mars 1976) est un coureur cycliste argentin. Actif durant les années 1990 et 2000, il a été champion d'Argentine sur route en 2002.

## Palmarès
- 1995
  - Criterium de Apertura
  - Grand Prix Campagnolo
- 1996
  - Doble San Francisco-Miramar
- 1999
  - 3e du Premio San Pedro
- 2001
  - 2e étape de la Doble Bragado
  - 2e de l'Andra Mari Sari Nagusia
- 2002
  -  Champion d'Argentine sur route
- 2003
  - Lazkaoko Proba
  - 3e étape du Tour de la communauté de Madrid
  - Gran Premio San Lorenzo
- 2004
  - 2e du Gran Premio San Lorenzo
  - 3e du San Bartolomé Saria
- 2005
  - 3e de la Prueba San Juan
  - 3e du Circuito Aiala
  - 3e du Gran Premio San Lorenzo
- 2007
  - Clásica San Barnabé
  - 2e du Gran Premio San Lorenzo
- 2008
  - Circuito de Pascuas
  - 2e du Trophée Eusebio Vélez
  - 2e du Circuito Aiala
  - 3e du Mémorial Cirilo Zunzarren
  - 3e de la Subida a Altzo
  - 3e de la Leintz Bailarari Itzulia

## Classements mondiaux
| Année           | 2008   |
| --------------- | ------ |
| UCI Europe Tour | 1 139e |